# Sinagoga Emanu-El de Nueva York
La Sinagoga Emanu-El es una sinagoga reformista de la ciudad de Nueva York. El templo Emanu-El de Nueva York, fue la primera congregación perteneciente al judaísmo reformista que fue fundada en la ciudad de Nueva York, y debido a su tamaño e importancia, se considera como un referente fundamental del judaísmo reformista, desde su fundación en 1845. El edificio actual fue fundado en 1930 y se encuentra en la Quinta Avenida, es una estructura de estilo neorrománico, el edificio es la sinagoga más grande del mundo en tamaño, además de estar considerada como una de las sinagogas más bellas. El edificio es un poco más grande que la Gran Sinagoga de Budapest, que posiblemente es la mayor sinagoga de Eurasia.

## Judaísmo reformista
Cerca del 20% de los judíos de los Estados Unidos viven en Nueva York, y conforman aproximadamente el 15% de los habitantes de la ciudad. La tradición judía, con sus costumbres y fiestas, permanece firmemente consolidada en la vida de sus habitantes: cualquier neoyorquino hoy en día come bagels con salmón, durante la festividad de Yom Kippur algunos tramos de la calle parecen desiertos, y las escuelas públicas permanecen cerradas durante todas las demás festividades judías, y también durante las festividades cristianas. La ciudad de Nueva York y los judíos neoyorquinos están unidos inseparablemente. Aunque hay varios grupos de judíos ortodoxos, la mayor parte de ellos forman parte del judaísmo reformista.
El reformismo distingue entre los imperativos éticos y los rituales de la religión. Los imperativos éticos son absolutamente válidos, mientras que los rituales se pueden adaptar a los signos de los tiempos. Un judío reformista decide por sí mismo que parte de las leyes rituales quiere seguir. No espera la aparición de una persona mesiánica sino más bien, de una era mesiánica. El judaísmo reformista nació en Alemania en el siglo XIX, y en la actualidad es la corriente más importante del judaísmo norteamericano.
Los judíos reformistas no tienen ningún inconveniente al relacionarse con las otras religiones, y aprueban la absoluta igualdad de derechos de la mujer en los servicios religiosos de las sinagogas y en los actos rituales de la vida. Se considera al templo Emanu-El como el centro del judaísmo reformista en la ciudad de Nueva York, el edificio actual fue fundado en 1930 y es un punto de encuentro para la gente. Su popularidad tiene que ver con su ubicación en la famosa Quinta Avenida, junto a Central Park. Emanu-El significa en hebreo: "Dios está con nosotros", lo que se puede entender como una indicación de que Dios está con aquellos que se confirman en su fe, y practican la tolerancia hacia los demás.

## Galería de fotografías

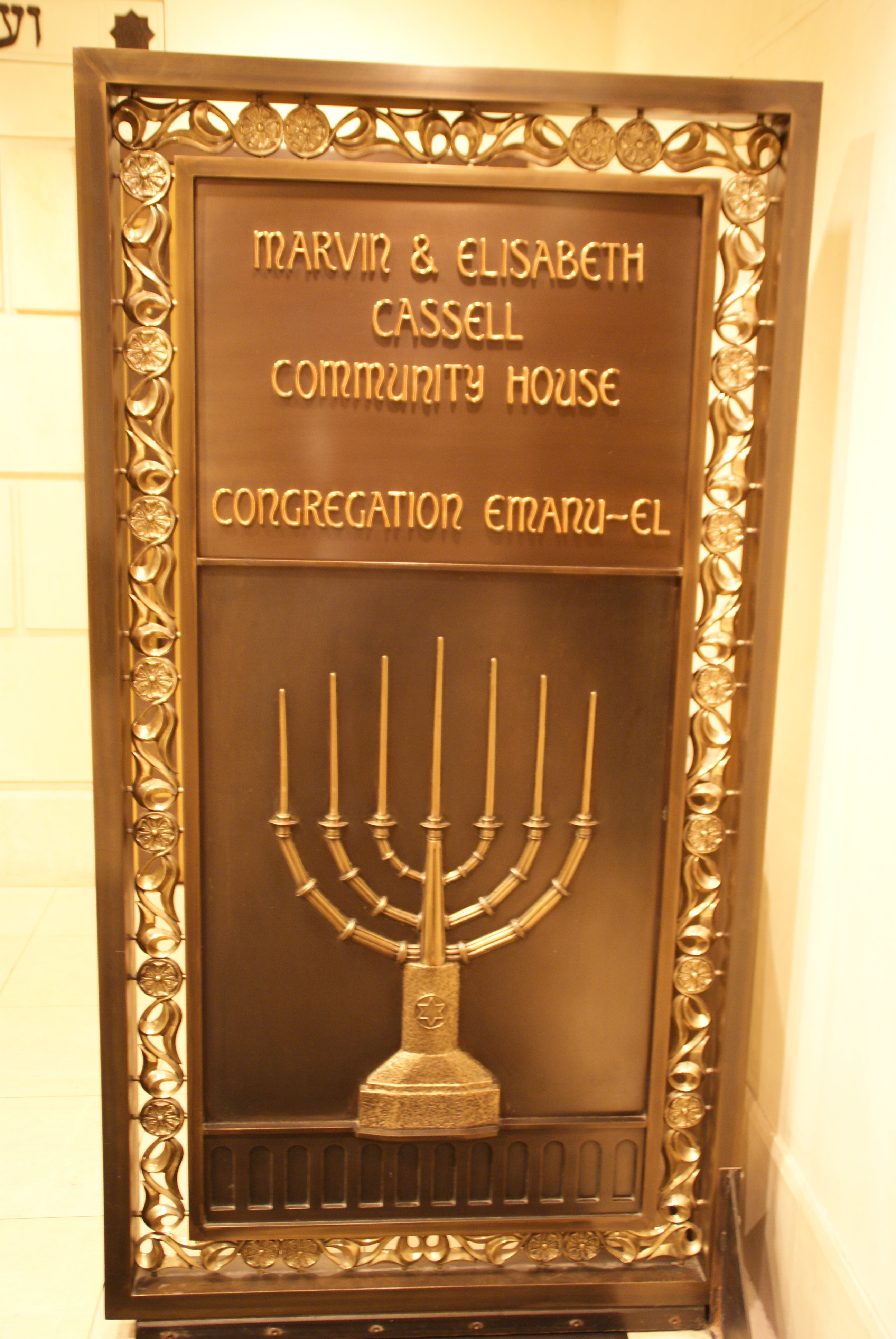
Tapiz con candelabro.
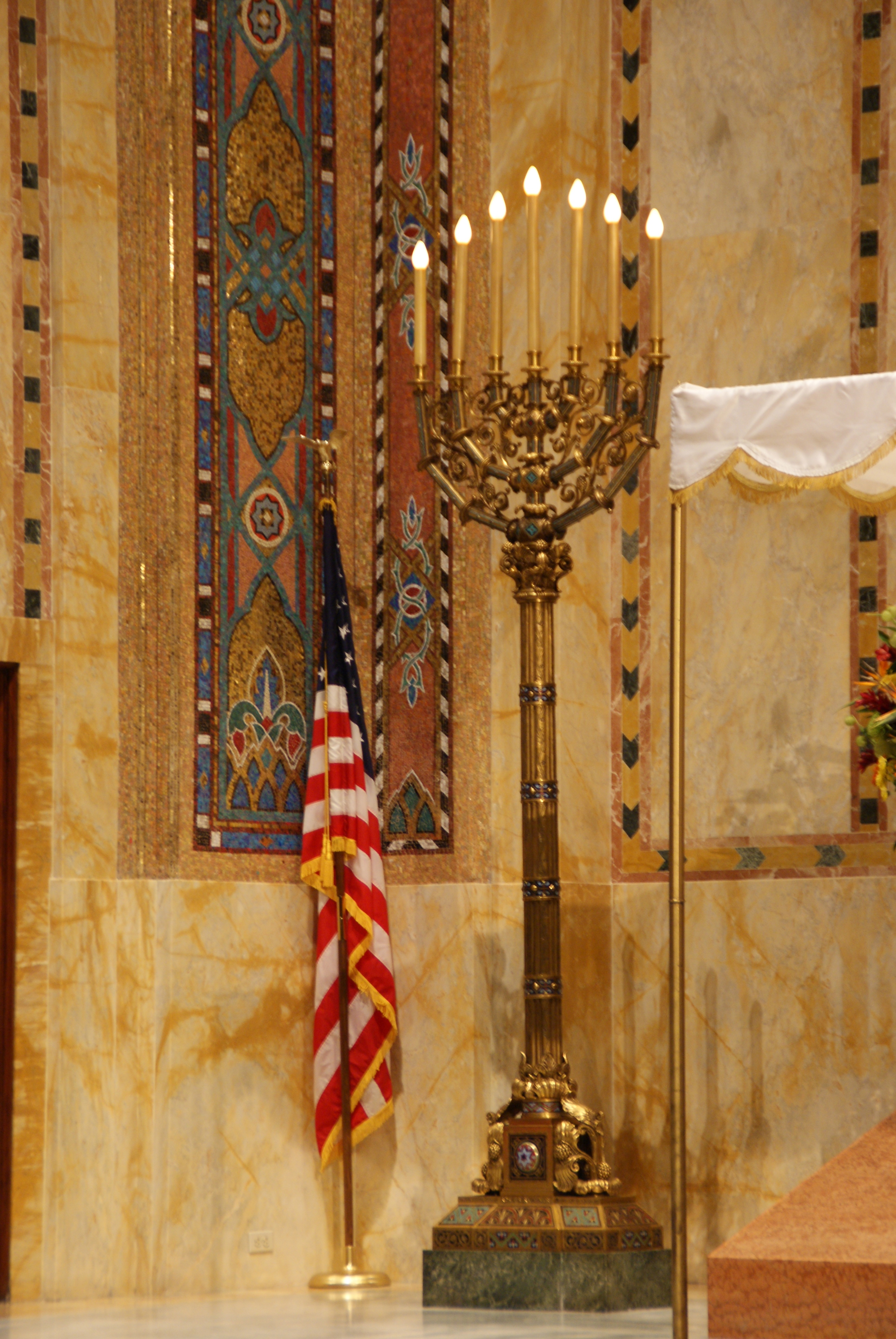
Candelabro junto a la bandera de los Estados Unidos.
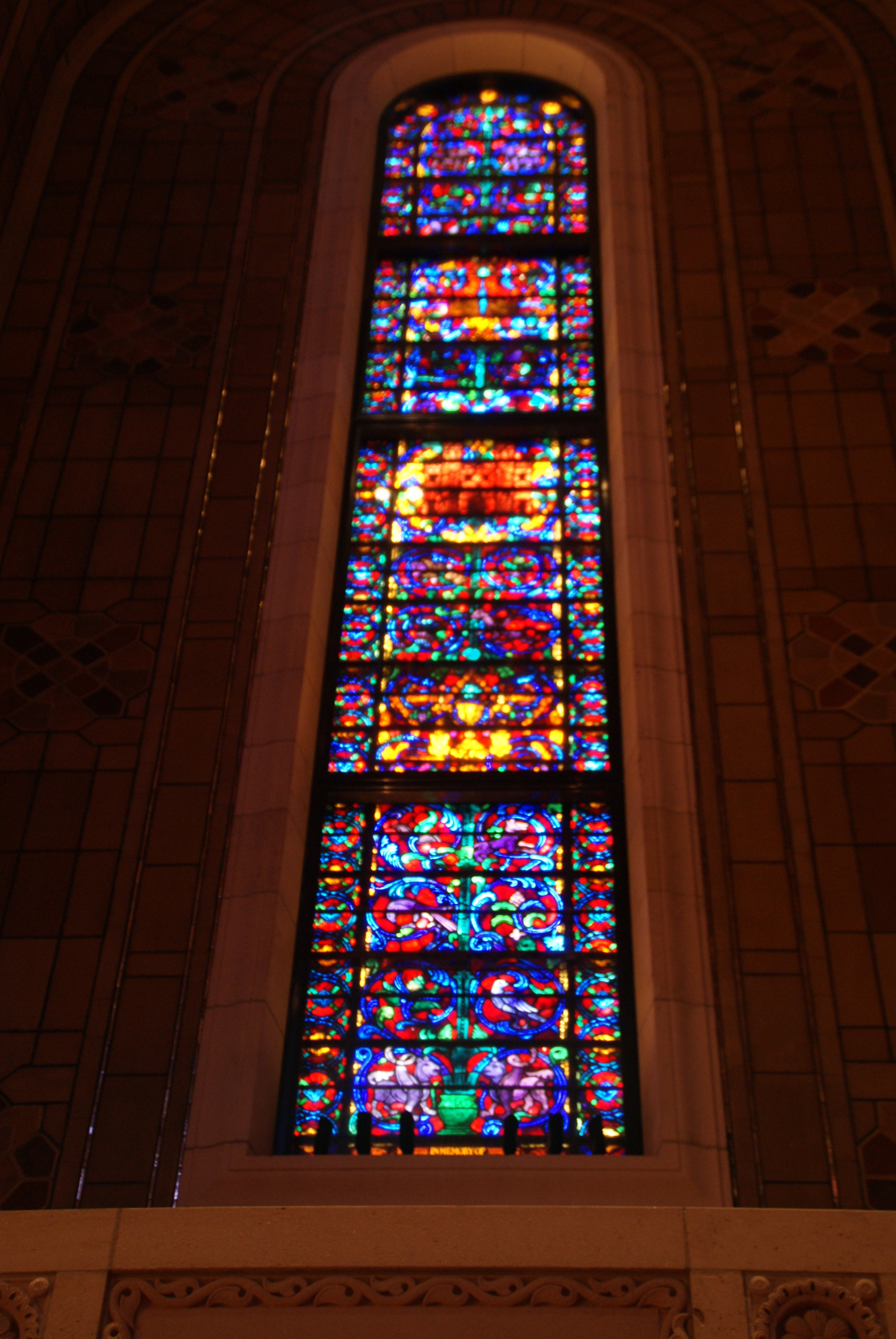
Cristalera lateral.
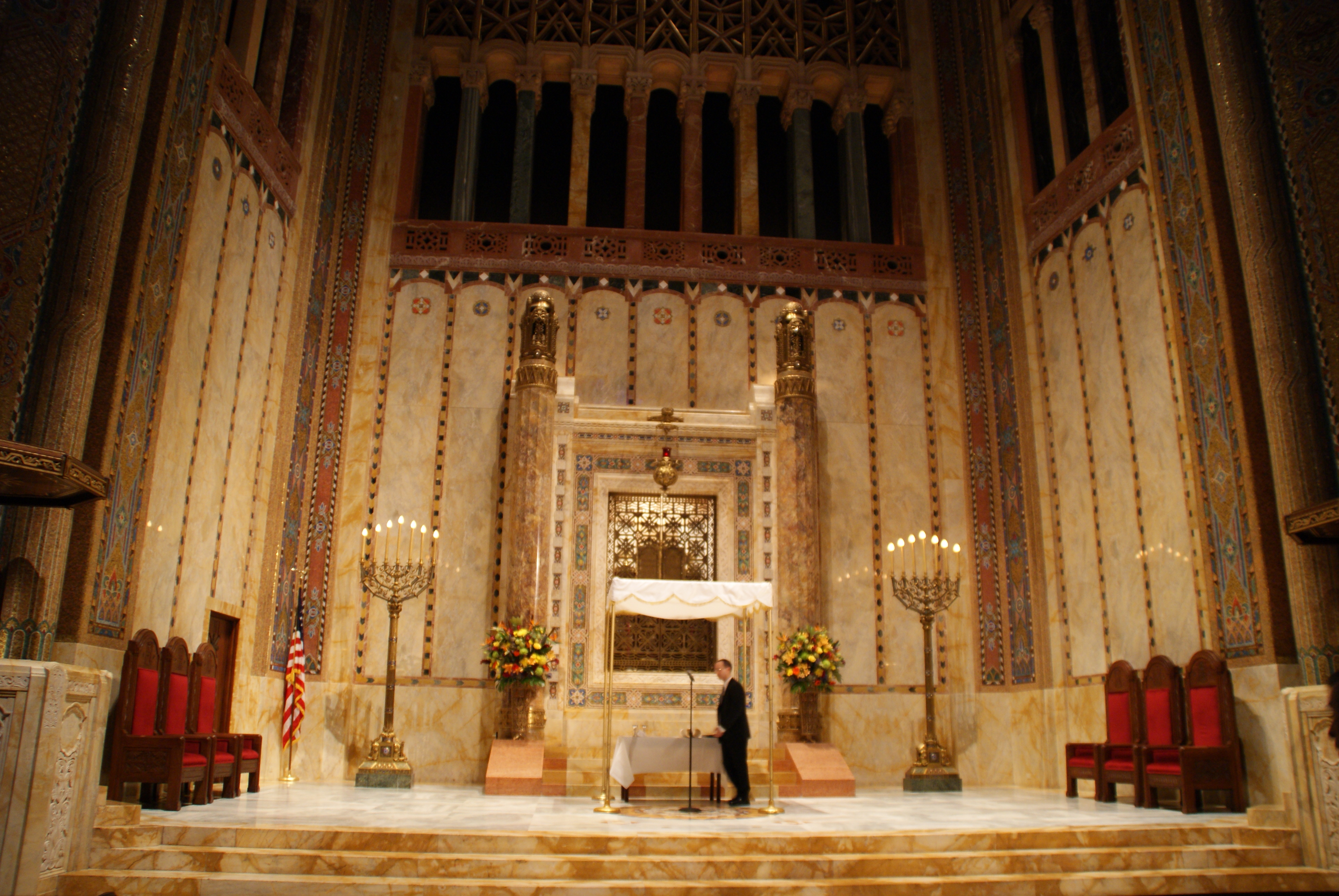
Altar mayor.
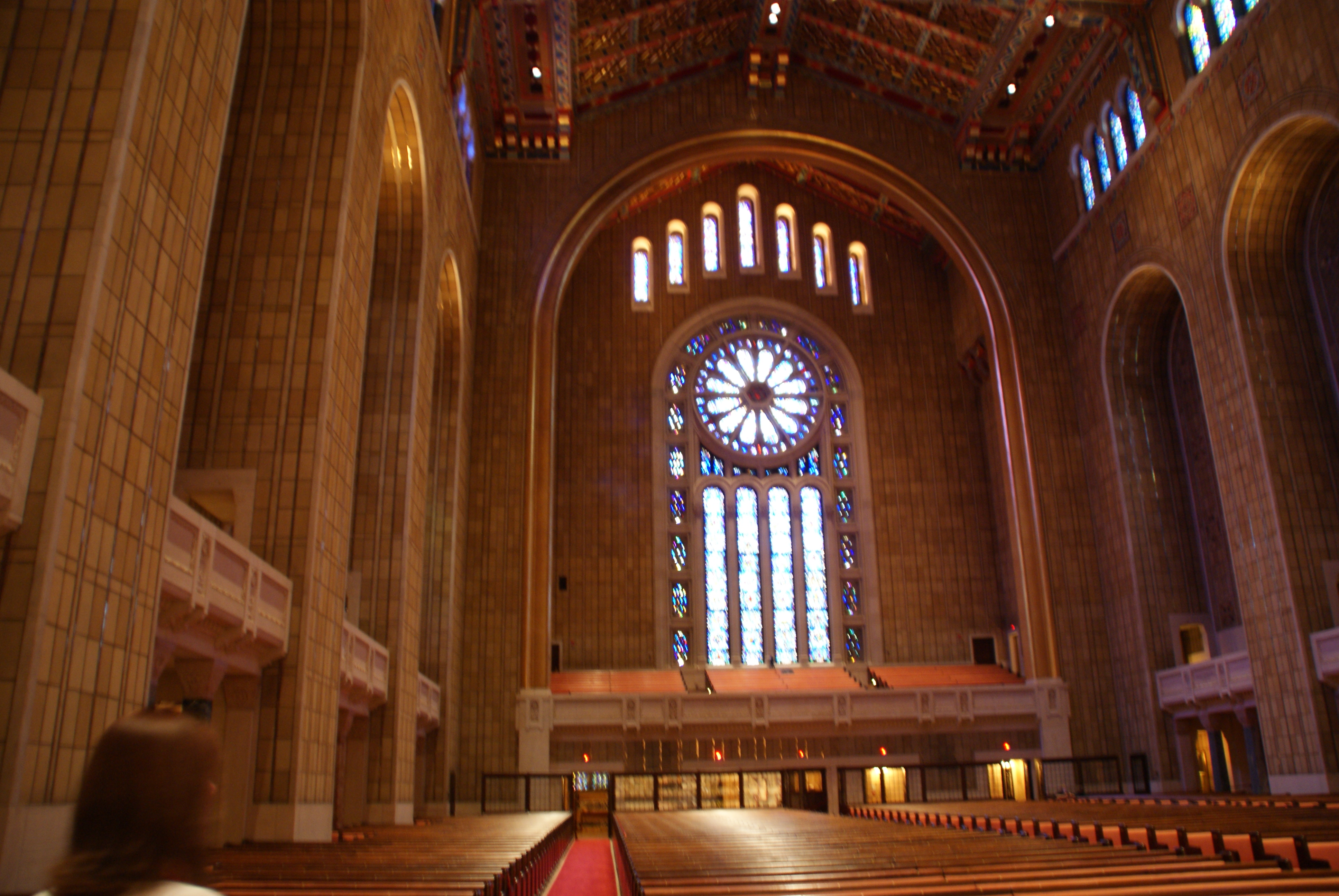
Cristalera del altar mayor.
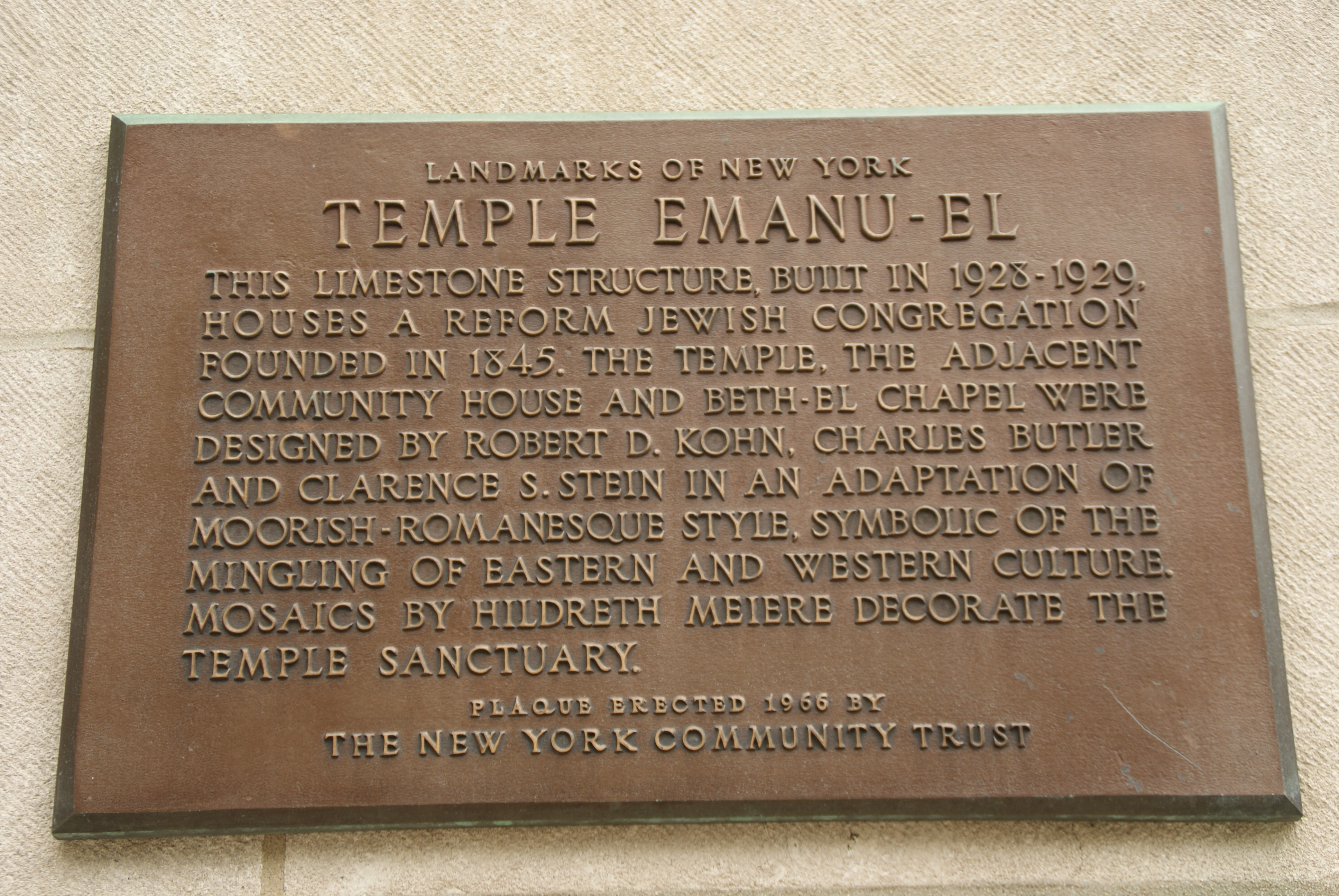
Placa conmemorativa.
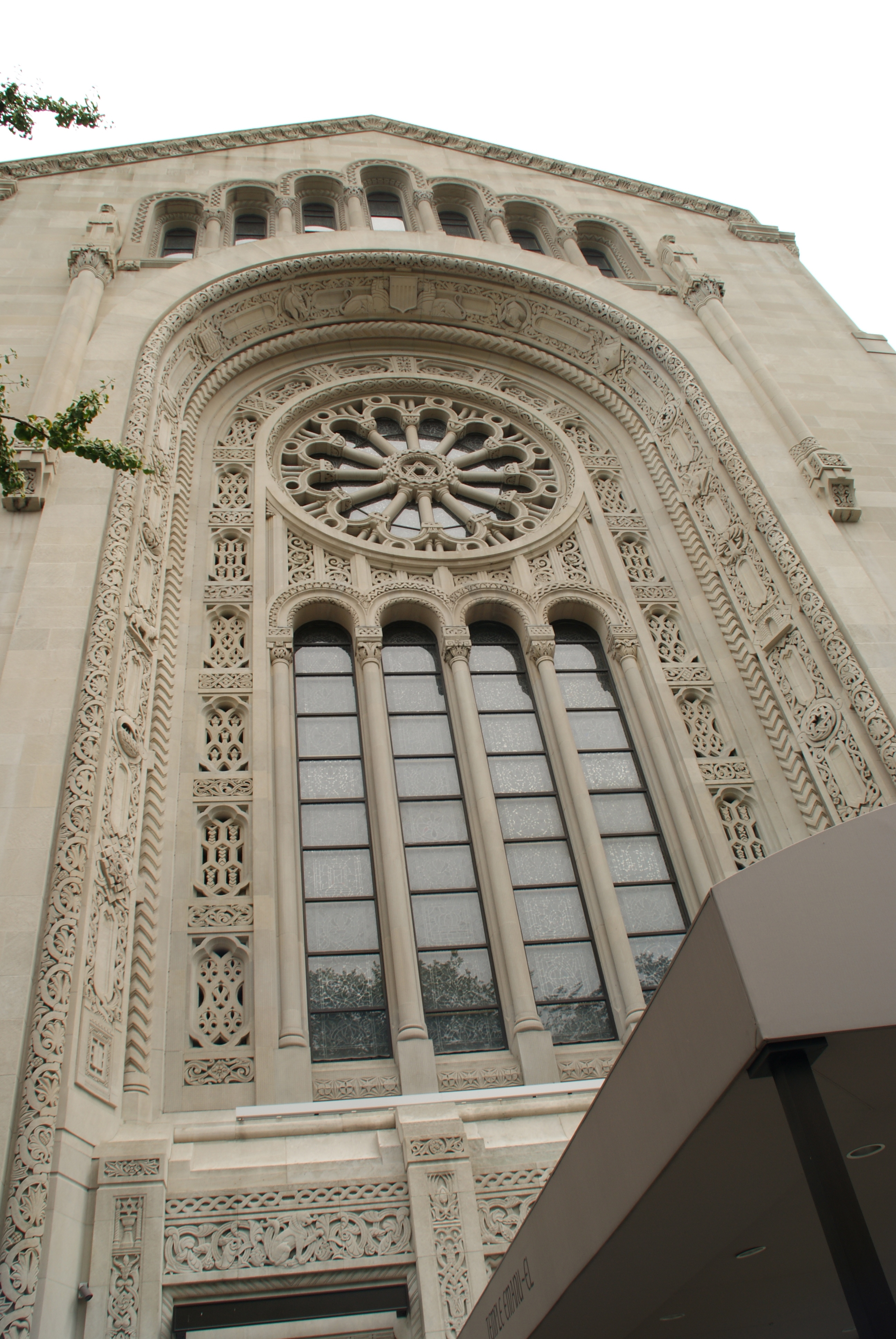
Detalle de la fachada.